# Lista de usinas nucleares
Esta é uma lista das usinas nucleares.

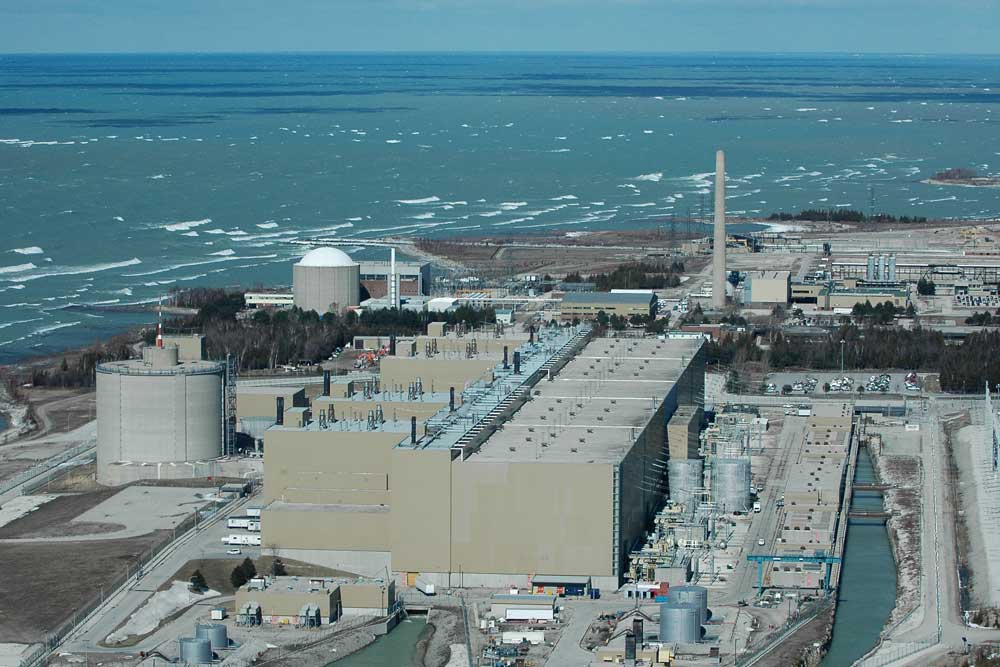
Central Nuclear de Bruce.

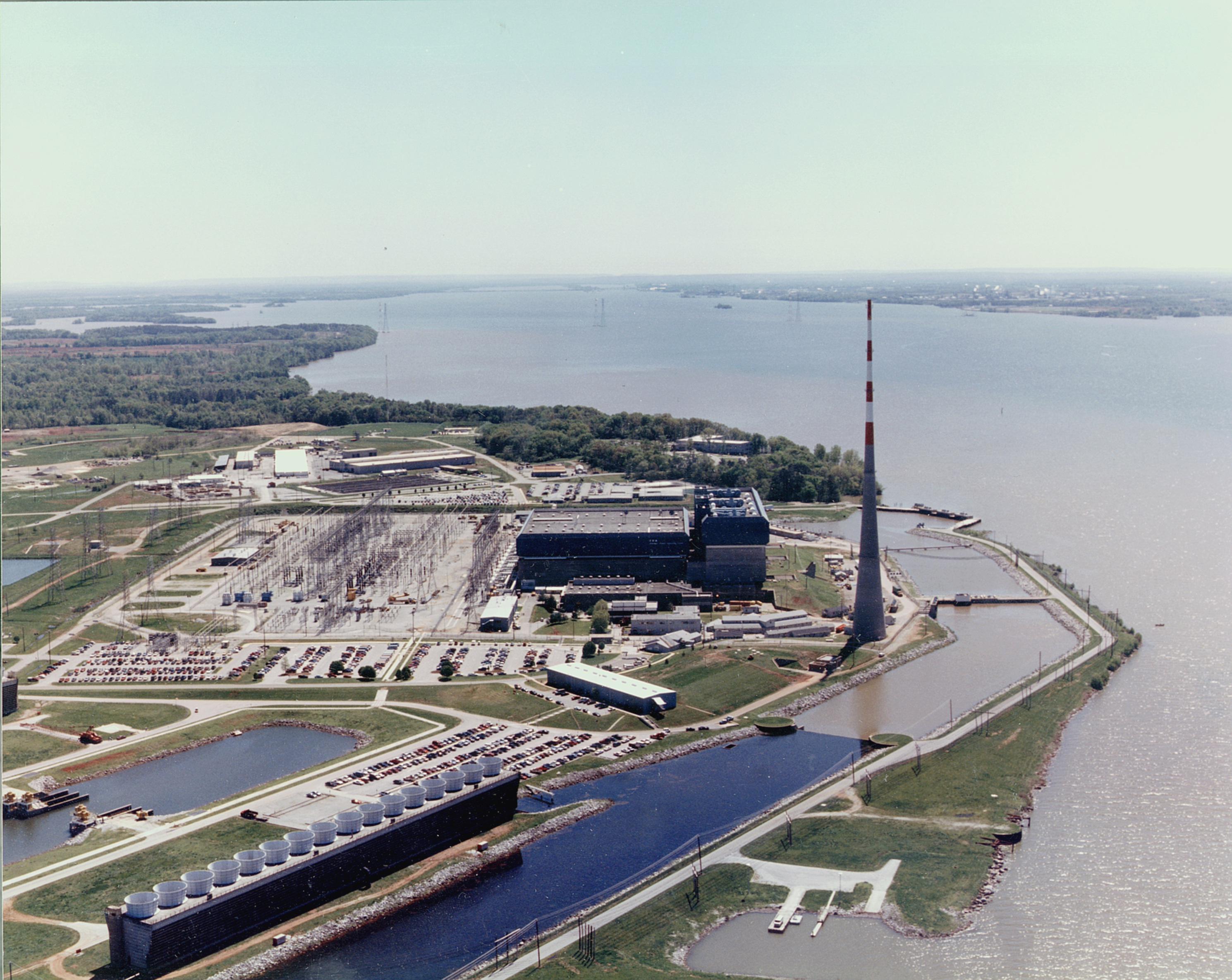
Usina Nuclear de Browns Ferry.

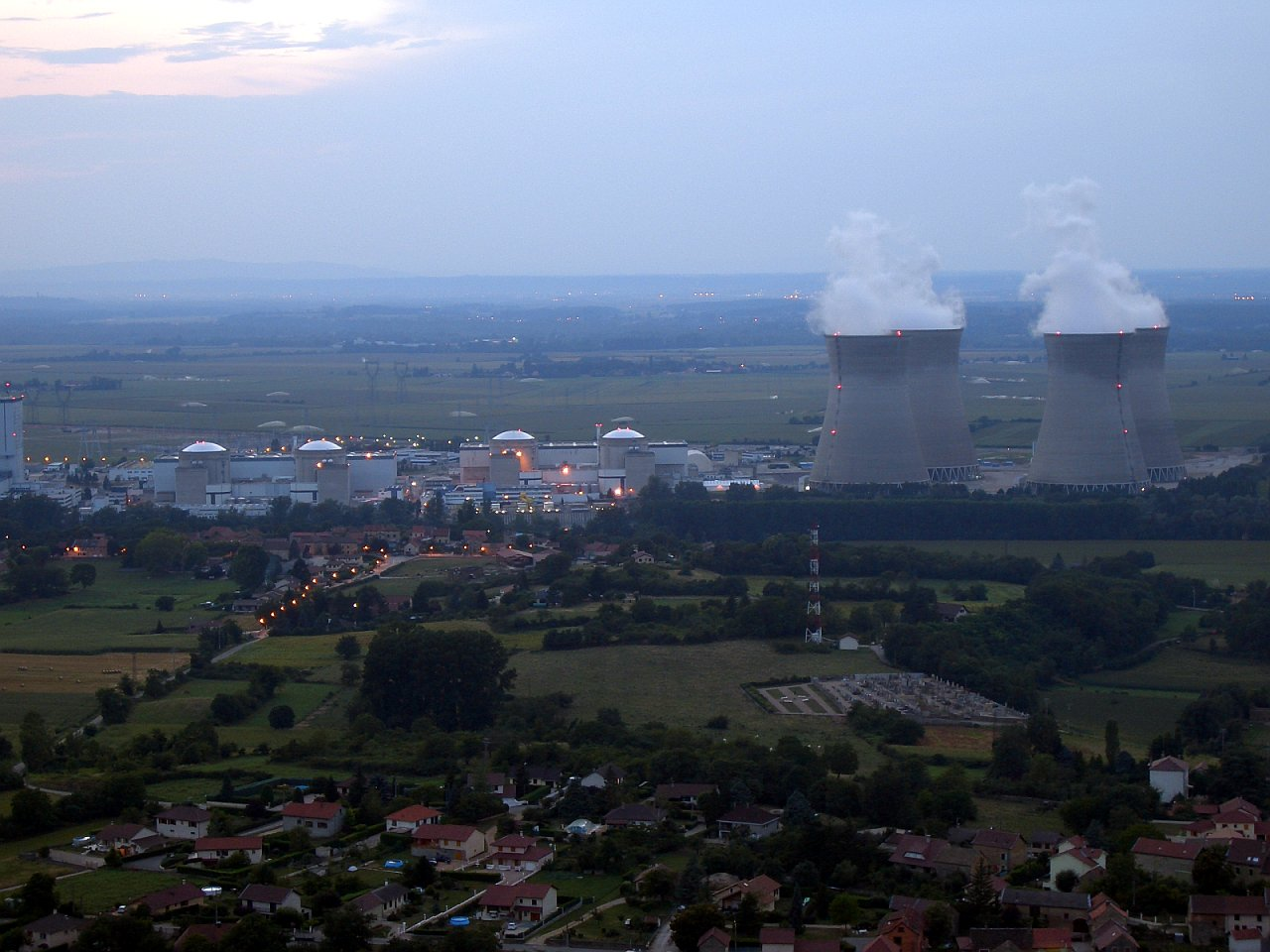
Usina Nuclear de Bugey.

Central nuclear de Cattenom.

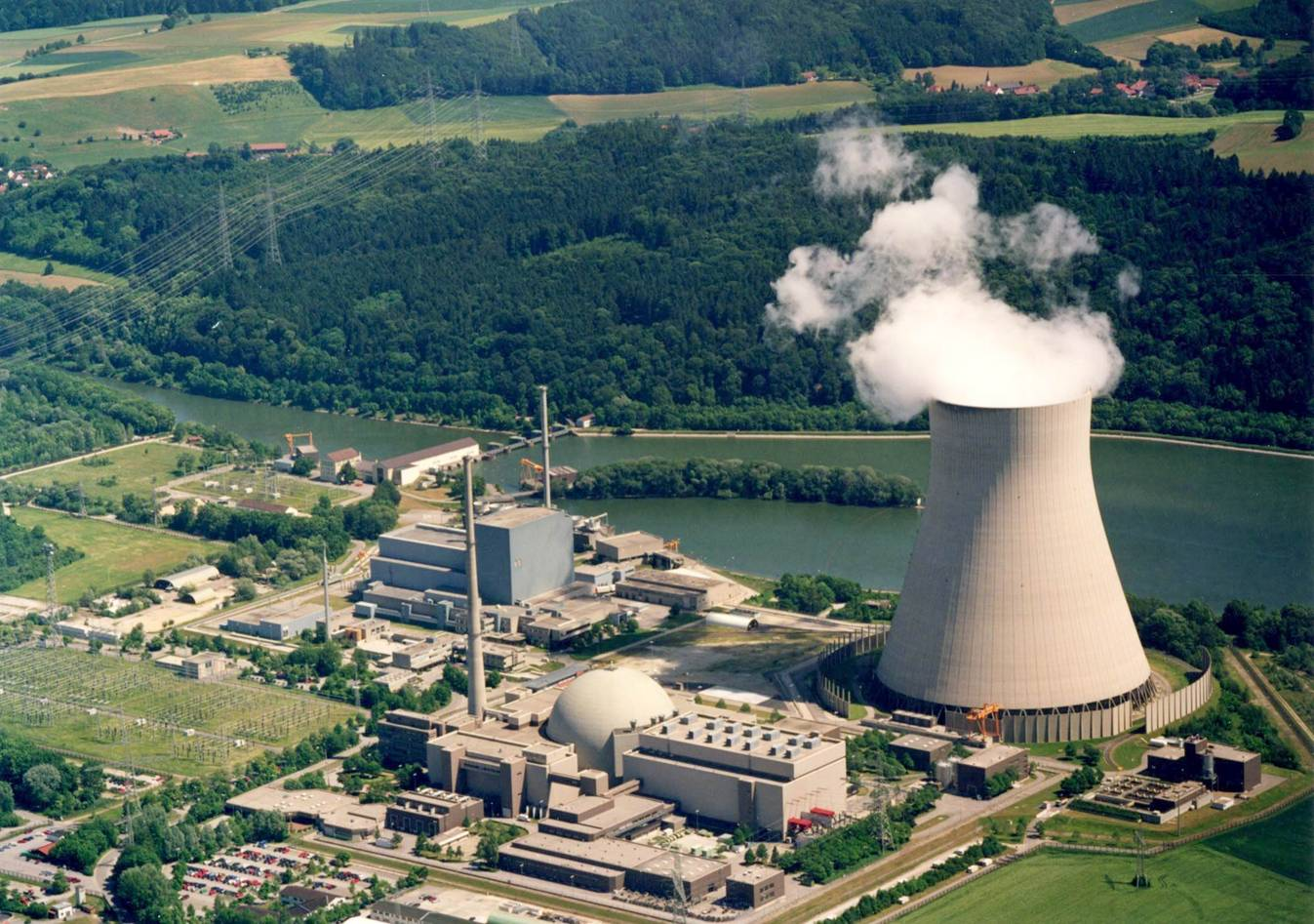
Usina Nuclear de Isar.

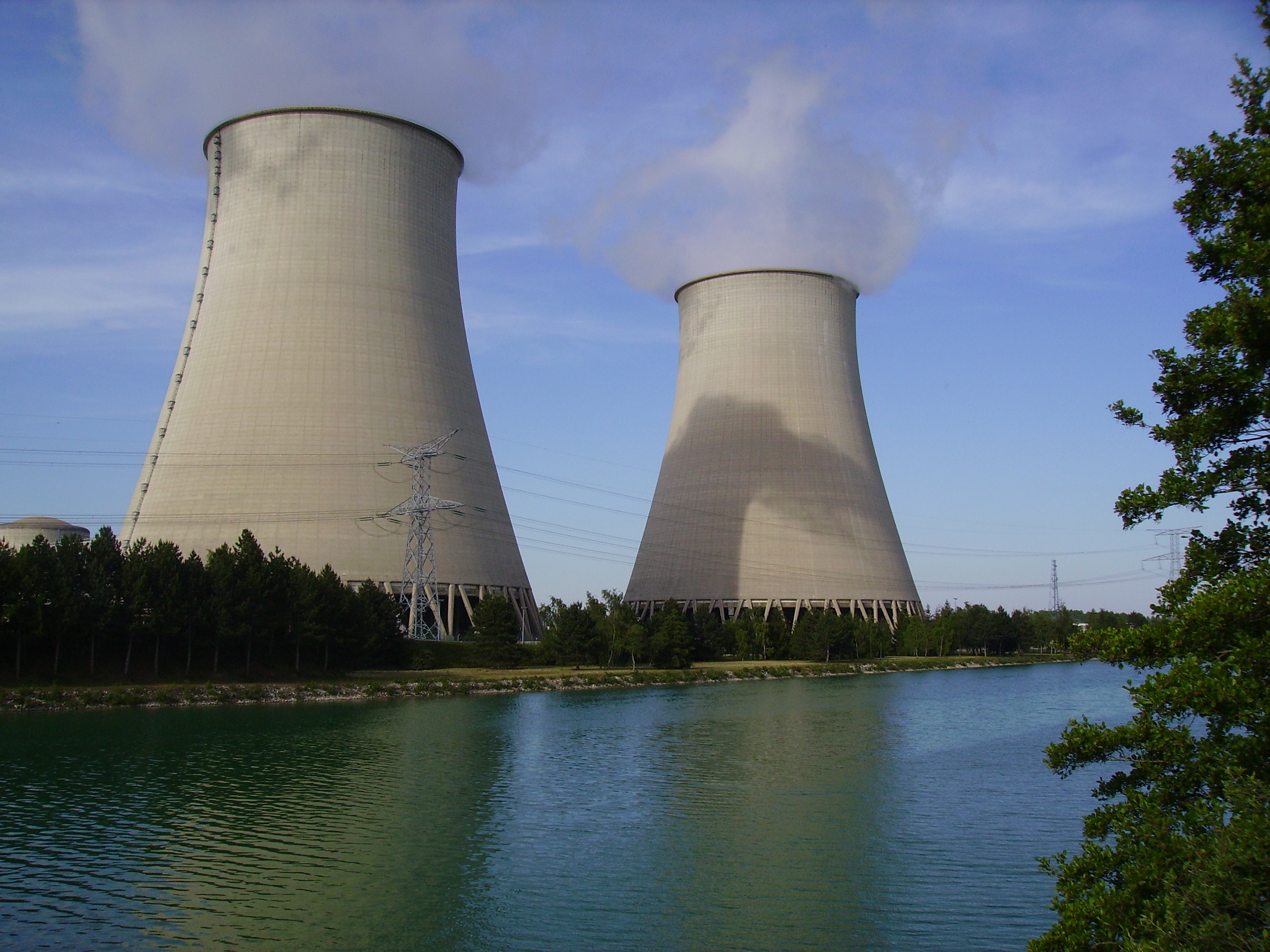
Usina Nuclear de Nogent.

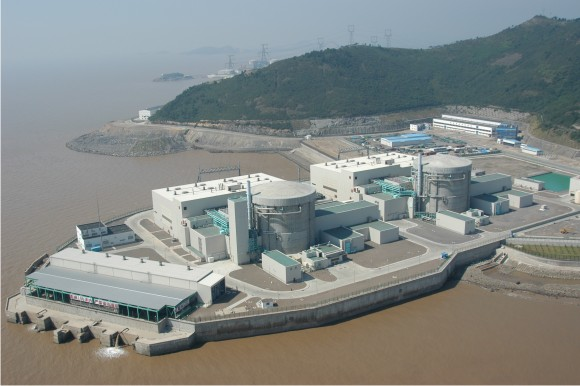
Usina Nuclear de Qinshan.

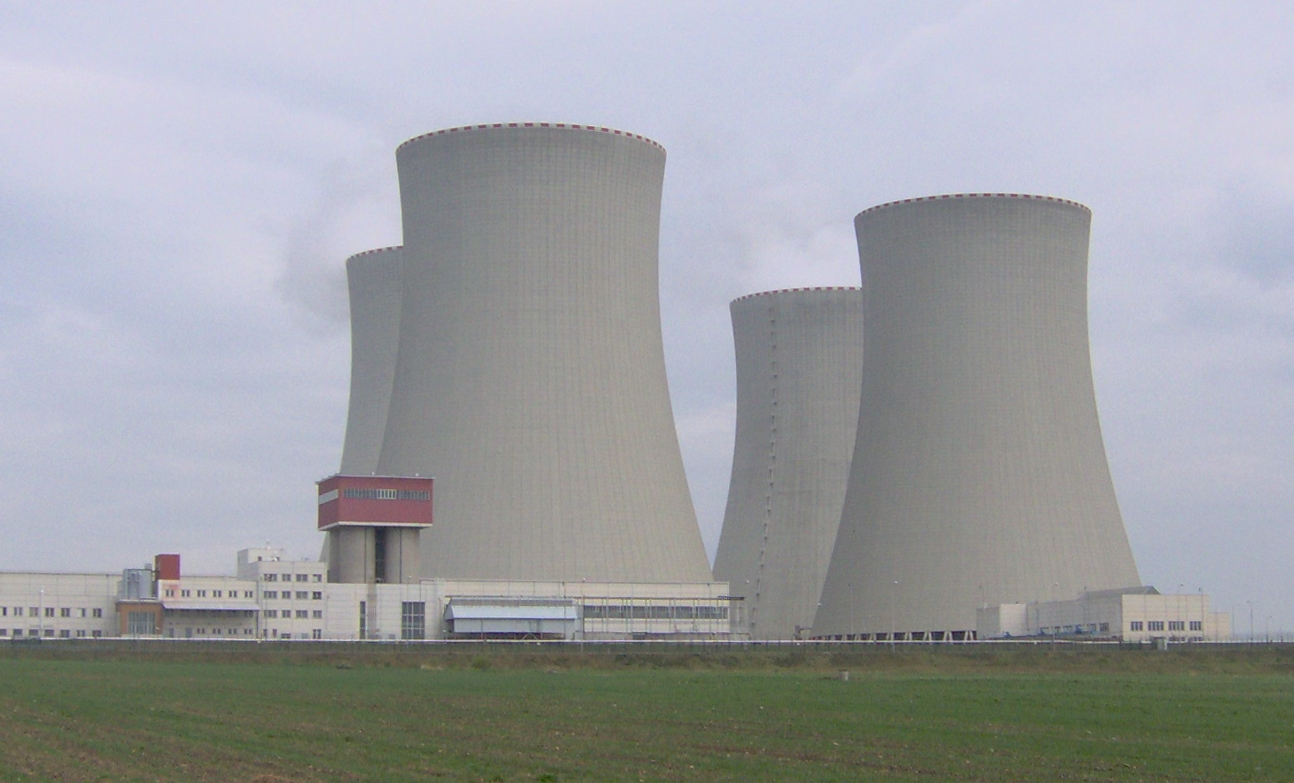
Usina Nuclear de Temelín.

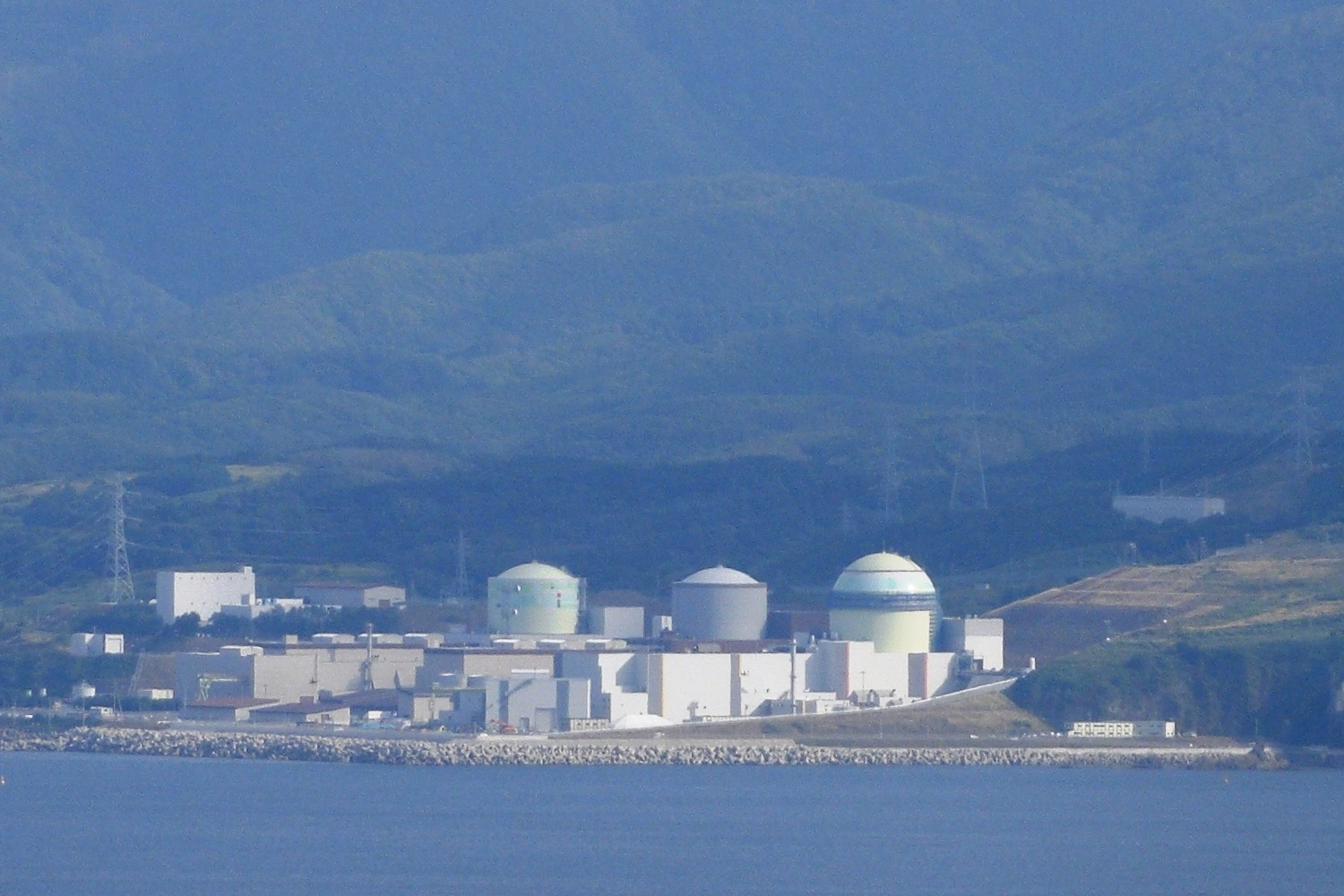
Usina Nuclear de Tomari.

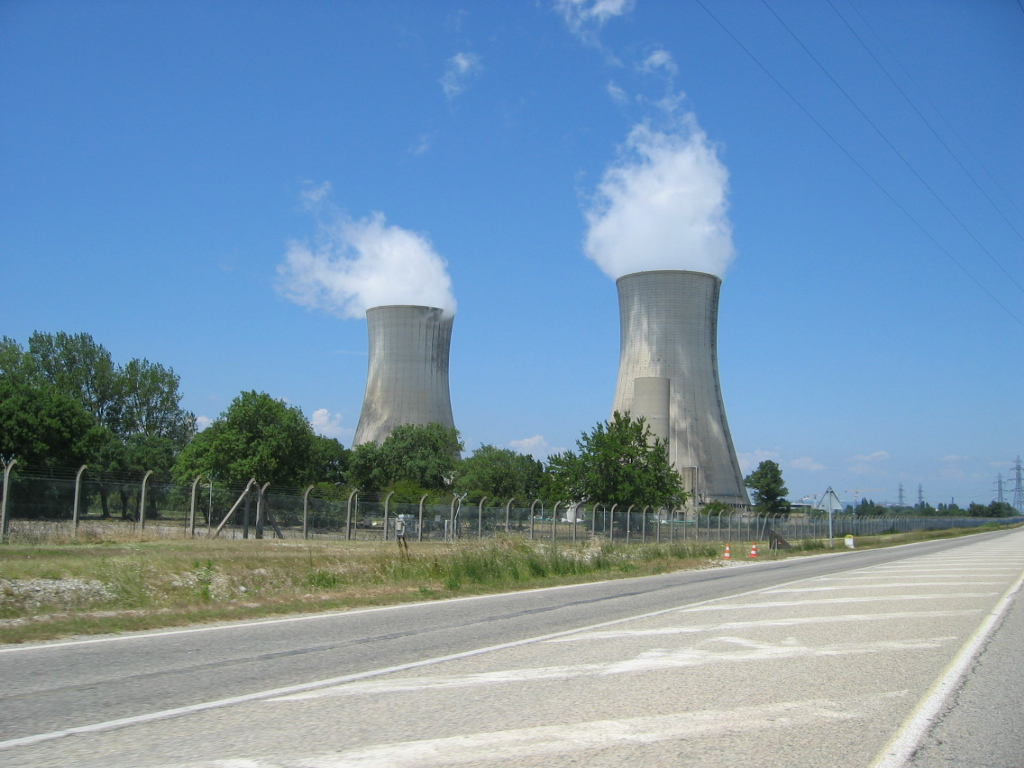
Central Nuclear de Tricastin.

## Em serviço
| Usina nuclear                                                   | Capacidade (MW)     | País           | Coordenadas geográficas             |  |
| --------------------------------------------------------------- | ------------------- | -------------- | ----------------------------------- |  |
| Central nuclear de Almaraz                                      | 1.900               | Espanha        | 39° 48′ 29″ N, 5° 41′ 49″ O         |  |
| Central Nuclear Almirante Álvaro Alberto (Angra)                | 1.855               | Brasil         | 23° 00′ 30″ S, 44° 28′ 26″ O        |  |
| Arkansas Nuclear One                                            | 1.776               | Estados Unidos | 35° 18′ 37″ N, 93° 13′ 53″ O        |  |
| Usina Nuclear de Ascó                                           | 2.060               | Espanha        | 41° 12′ 00″ N, 0° 34′ 10″ L         |  |
| Usina Nuclear de Balakovo                                       | 4.000               | Rússia         | 52° 05′ 28″ N, 47° 57′ 19″ L        |  |
| Central Nuclear de Beaver Valley                                | 1.890               | Estados Unidos | 40° 37′ 24″ N, 80° 25′ 50″ O        |  |
| Usina Nuclear de Biblis                                         | 2.525               | Alemanha       | 49° 42′ 36″ N, 8° 24′ 55″ L         |  |
| Central Nuclear de Braidwood                                    | 2.362               | Estados Unidos | 41° 14′ 37″ N, 88° 13′ 45″ O        |  |
| Usina Nuclear de Brokdorf                                       | 1.440               | Alemanha       | 53° 51′ 03″ N, 9° 20′ 41″ L         |  |
| Usina Nuclear de Browns Ferry                                   | 2.268               | Estados Unidos | 34° 42′ 14″ N, 87° 07′ 07″ O        |  |
| Central Nuclear de Bruce                                        | 7.276               | Canadá         | 44° 19′ 31″ N, 81° 35′ 58″ O        |  |
| Usina Nuclear de Bugey                                          | 3.724               | França         | 45° 47′ 54″ N, 5° 16′ 15″ L         |  |
| Usina Nuclear de Calvert Cliffs                                 | 1.000               | Estados Unidos | 38° 25′ 55″ N, 76° 26′ 32″ O        |  |
| Usina Nuclear de Cattenom                                       | 5.448               | França         | 49° 24′ 57″ N, 6° 13′ 05″ L         |  |
| Usina Nuclear de Cernavodă                                      | 1.412               | Roménia        | 44° 19′ 20″ N, 28° 03′ 26″ L        |  |
| Usina Nuclear de Chinon                                         | 3.816               | França         | 47° 13′ 50″ N, 0° 10′ 14″ L         |  |
| Usina Nuclear de Chin Shan                                      | 1.208               | Taiwan         | 25° 17′ 29″ N, 121° 34′ 04″ L       |  |
| Usina Nuclear de Chooz                                          | 3.120               | França         | 50° 05′ 24″ N, 4° 47′ 22″ L         |  |
| Usina Nuclear de Civaux                                         | 3.122               | França         | 46° 27′ 24″ N, 0° 39′ 10″ L         |  |
| Usina Nuclear de Cofrentes                                      | 1.092               | Espanha        | 39° 13′ 00″ N, 1° 03′ 00″ O         |  |
| Central Nuclear Columbia                                        | 1.250               | Estados Unidos | 46° 28′ 16″ N, 119° 20′ 02″ O       |  |
| Central Nuclear de Comanche Peak                                | 2.208               | Estados Unidos | 32° 17′ 54″ N, 97° 47′ 06″ O        |  |
| Usina Nuclear de Cruas                                          | 3.824               | França         | 44° 37′ 59″ N, 4° 45′ 24″ L         |  |
| Central Nuclear de Darlington                                   | 3.740               | Canadá         | 43° 52′ 22″ N, 78° 43′ 11″ O        |  |
| Usina Nuclear de Diablo Canyon                                  | 1.100               | Estados Unidos | 35° 12′ 39″ N, 120° 51′ 22″ O       |  |
| Usina Nuclear de Doel                                           | 2.963               | Bélgica        | 51° 19′ 29″ N, 4° 15′ 31″ L         |  |
| Central Nuclear Donald C. Cook                                  | 2.110               | Estados Unidos | 41° 58′ 31″ N, 86° 33′ 57″ O        |  |
| Usina Nuclear de Dukovany                                       | 1.776               | Chéquia        | 49° 05′ 06″ N, 16° 08′ 56″ L        |  |
| Usina Nuclear de Dungeness                                      | 1.200               | Reino Unido    | 50° 54′ 50″ N, 0° 57′ 50″ L         |  |
| Usina Nuclear Edwin I. Hatch                                    | 1.726               | Estados Unidos | 31° 56′ 03″ N, 82° 20′ 38″ O        |  |
| Central Nuclear Enrico Fermi                                    | 1.192               | Estados Unidos | 41° 57′ 46″ N, 83° 15′ 27″ O        |  |
| Usina Nuclear de Emsland                                        | 1.400               | Alemanha       | 52° 28′ 27″ N, 7° 19′ 04″ L         |  |
| Usina Nuclear de Flamanville                                    | 2.764               | França         | 49° 32′ 11″ N, 1° 52′ 54″ O         |  |
| Central nuclear de Forsmark                                     | 3.087               | Suécia         | 60° 24′ 12″ N, 18° 10′ 00″ L        |  |
| Usina Nuclear de Fukushima I                                    | 4.696               | Japão          | 37° 25′ 17″ N, 141° 01′ 57″ L       |  |
| Usina Nuclear de Fangjiashan                                    | 2.000               | China          | 30° 26′ 29″ N, 120° 56′ 30″ L       |  |
| Usina Nuclear de Fukushima II                                   | 4.400               | Japão          | 37° 19′ 10″ N, 141° 01′ 16″ L       |  |
| Usina Nuclear de Genkai                                         | 3.478               | Japão          | 33° 30′ 56″ N, 129° 50′ 14″ L       |  |
| Usina Nuclear de Goesgen                                        | 1.020               | Suíça          | 47° 21′ 57″ N, 7° 58′ 00″ L         |  |
| Usina Nuclear de Golfech                                        | 2.726               | França         | 44° 06′ 24″ N, 0° 50′ 43″ L         |  |
| Usina Nuclear de Grafenrheinfeld                                | 1.345               | Alemanha       | 49° 59′ 02″ N, 10° 11′ 05″ L        |  |
| Usina Nuclear de Greifswald                                     | 1.760               | Alemanha       | 54° 08′ 26″ N, 13° 39′ 52″ L        |  |
| Usina Nuclear de Gravelines                                     | 5.460               | França         | 51° 00′ 55″ N, 2° 08′ 10″ L         |  |
| Usina Nuclear de Grohnde                                        | 1.430               | Alemanha       | 52° 02′ 07″ N, 9° 24′ 48″ L         |  |
| Usina Nuclear de Gundremmingen                                  | 2.938               | Alemanha       | 48° 30′ 53″ N, 10° 24′ 08″ L        |  |
| Usina Nuclear de Hamaoka                                        | 4.997               | Japão          | 34° 37′ 25″ N, 138° 08′ 33″ L       |  |
| Usina Nuclear de Hartlepool                                     | 1.575               | Reino Unido    | 54° 38′ 06″ N, 1° 10′ 51″ O         |  |
| Usina Nuclear de Higashidōri                                    | 1.100               | Japão          | 41° 11′ 17″ N, 141° 23′ 25″ L       |  |
| Usina Nuclear de Hinkley Point B                                | 1.250               | Reino Unido    | 51° 12′ 33″ N, 3° 07′ 39″ O         |  |
| Central Nuclear de Hope Creek                                   | 1.120               | Estados Unidos | 39° 28′ 04″ N, 75° 32′ 17″ O        |  |
| Usina Nuclear de Hunterston B                                   | 1.190               | Reino Unido    | 55° 43′ 20″ N, 4° 53′ 24″ O         |  |
| Central Nuclear de Ignalina                                     | 1.300               | Lituânia       | 55° 36′ 16″ N, 26° 33′ 36″ L        |  |
| Usina Nuclear de Ikata                                          | 2.022               | Japão          | 33° 29′ 27″ N, 132° 18′ 41″ L       |  |
| Central Nuclear de Indian Point                                 | 2.050               | Estados Unidos | 41° 16′ 11″ N, 73° 57′ 08″ O        |  |
| Usina Nuclear de Isar                                           | 2.387               | Alemanha       | 48° 36′ 20″ N, 12° 17′ 35″ L        |  |
| Central Nuclear Joseph M. Farley                                | 1.820               | Estados Unidos | 31° 13′ 23″ N, 85° 06′ 42″ O        |  |
| Usina Nuclear de Kalinin                                        | 3.000               | Rússia         | 57° 54′ 20″ N, 35° 03′ 37″ L        |  |
| Usina Nuclear de Kashiwazaki-Kariwa                             | 8.212               | Japão          | 37° 25′ 45″ N, 138° 35′ 43″ L       |  |
| Usina Nuclear de Khmelnitskiy                                   | 1.900               | Ucrânia        | 50° 18′ 05″ N, 26° 38′ 59″ L        |  |
| Central Nuclear Koeberg                                         | 1.800               | África do Sul  | 33° 40′ 35″ S, 18° 25′ 55″ L        |  |
| Usina Nuclear de Kola                                           | 1.760               | Rússia         | 67° 28′ 00″ N, 32° 28′ 00″ L        |  |
| Usina Nuclear de Kori                                           | 2.951               | Coreia do Sul  | 35° 19′ 01″ N, 129° 18′ 00″ L       |  |
| Usina Nuclear de Kozloduy                                       | 3.760               | Bulgária       | 43° 44′ 46″ N, 23° 46′ 14″ L        |  |
| Usina Nuclear de Krümmel                                        | 1.401               | Alemanha       | 53° 24′ 36″ N, 10° 24′ 32″ L        |  |
| Usina Nuclear de Kuosheng                                       | 1.933               | Taiwan         | 25° 12′ 11″ N, 121° 39′ 46″ L       |  |
| Usina Nuclear de Kursk                                          | 4.000               | Rússia         | 51° 40′ 30″ N, 35° 36′ 20″ L        |  |
| Usina Nuclear de Laguna Verde                                   | 1.300               | México         | 19° 43′ 15″ N, 96° 24′ 23″ O        |  |
| Usina Nuclear de Leibstadt                                      | 1.220               | Suíça          | 47° 36′ 11″ N, 8° 11′ 05″ L         |  |
| Usina Nuclear de Lemóniz (não chegou a entrar em funcionamento) | 1.800               | Espanha        | 43° 26′ 00″ N, 2° 52′ 21″ O         |  |
| Usina Nuclear de Leningrado                                     | 4.000               | Rússia         | 59° 50′ 50″ N, 29° 02′ 37″ L        |  |
| Usina Nuclear de Ling Ao                                        | 3.900               | China          | 22° 36′ 17,24″ N, 114° 33′ 05,36″ L |  |
| Usina Nuclear de Loviisa                                        | 1.020               | Finlândia      | 60° 22′ 20″ N, 26° 20′ 50″ L        |  |
| Usina Nuclear de Lungmen                                        | 1.300               | Taiwan         | 25° 02′ 19″ N, 121° 55′ 27″ L       |  |
| Usina Nuclear de Maanshan                                       | 1.808               | Taiwan         | 21° 57′ 29″ N, 120° 45′ 06″ L       |  |
| Usina Nuclear de Mihama                                         | 1.666               | Japão          | 35° 42′ 09″ N, 135° 57′ 48″ L       |  |
| Usina Nuclear de Millstone                                      | 2.030               | Estados Unidos | 41° 18′ 43″ N, 72° 10′ 07″ O        |  |
| Usina Nuclear de Neckarwestheim                                 | 2.235               | Alemanha       | 49° 02′ 30″ N, 9° 10′ 30″ L         |  |
| Central Nuclear Nine Mile Point                                 | 1.757               | Estados Unidos | 43° 31′ 15″ N, 76° 24′ 25″ O        |  |
| Usina Nuclear de Nogent                                         | 2.726               | França         | 48° 30′ 55″ N, 3° 31′ 04″ L         |  |
| Central Nuclear de North Anna                                   | 1.790               | Estados Unidos | 38° 03′ 38″ N, 77° 47′ 22″ O        |  |
| Usina Nuclear de Novovoronezh I                                 | 1.727               | Rússia         | 51° 16′ 30″ N, 39° 12′ 00″ L        |  |
| Central Nuclear de Oconee                                       | 2.500               | Estados Unidos | 34° 47′ 38″ N, 82° 53′ 53″ O        |  |
| Usina Nuclear de Ōi                                             | 4.710               | Japão          | 35° 32′ 26″ N, 135° 39′ 07″ L       |  |
| Usina Nuclear de Olkiluoto                                      | 1.780               | Finlândia      | 61° 14′ 13″ N, 21° 26′ 27″ L        |  |
| Usina Nuclear de Onagawa                                        | 2.174               | Japão          | 38° 24′ 04″ N, 141° 29′ 59″ L       |  |
| Central nuclear de Oskarshamn                                   | 2.308               | Suécia         | 57° 24′ 56″ N, 16° 40′ 16″ L        |  |
| Usina Nuclear de Paks                                           | 1.755               | Hungria        | 46° 34′ 21″ N, 18° 51′ 15″ L        |  |
| Central Nuclear de Palo Verde                                   | 1.447               | Estados Unidos | 33° 23′ 21″ N, 112° 51′ 54″ O       |  |
| Usina Nuclear de Paluel                                         | 5.328 (5.528 total) | França         | 49° 51′ 29″ N, 0° 38′ 08″ L         |  |
| Usina Nuclear de Penly                                          | 2.764               | França         | 49° 58′ 36″ N, 1° 12′ 43″ L         |  |
| Central Nuclear de Perry                                        | 1.260               | Estados Unidos | 41° 48′ 03″ N, 81° 08′ 36″ O        |  |
| Usina Nuclear de Philippsburg                                   | 2.384               | Alemanha       | 49° 15′ 09″ N, 8° 26′ 11″ L         |  |
| Central Nuclear de Pickering                                    | 4.336               | Canadá         | 43° 48′ 42″ N, 79° 03′ 57″ O        |  |
| Usina Nuclear de Prairie Island                                 | 1.076               | Estados Unidos | 44° 37′ 18″ N, 92° 37′ 59″ O        |  |
| Usina Nuclear de Qinshan                                        | 2.808               | China          | 30° 26′ 08″ N, 120° 57′ 23″ L       |  |
| Central Nuclear de Quad Cities                                  | 1.700               | Estados Unidos | 41° 43′ 35″ N, 90° 18′ 36″ O        |  |
| Usina Nuclear de Ringhals                                       | 3.662               | Suécia         | 57° 15′ 35″ N, 12° 06′ 39″ L        |  |
| Usina Nuclear de Rivne                                          | 2.645               | Ucrânia        | 51° 19′ 40″ N, 25° 53′ 30″ L        |  |
| Usina Nuclear de Saint-Laurent                                  | 1.912               | França         | 47° 43′ 12″ N, 1° 34′ 39″ L         |  |
| Usina Nuclear de St. Lucie                                      | 1.700               | Estados Unidos | 27° 20′ 55″ N, 80° 14′ 47″ O        |  |
| Usina Nuclear de Salem                                          | 2.275               | Estados Unidos | 39° 27′ 46″ N, 75° 32′ 08″ O        |  |
| Central Nuclear de San Onofre                                   | 2.350               | Estados Unidos | 33° 22′ 08″ N, 117° 33′ 18″ O       |  |
| Usina Nuclear de Seabrook Station                               | 1.270               | Estados Unidos | 42° 53′ 56″ N, 70° 51′ 03″ O        |  |
| Usina Nuclear de Sendai                                         | 1.780               | Japão          | 31° 50′ 01″ N, 130° 11′ 23″ L       |  |
| Central Nuclear Sequoyah                                        | 2.333               | Estados Unidos | 35° 13′ 35″ N, 85° 05′ 30″ O        |  |
| Usina Nuclear de Shika                                          | 1.898               | Japão          | 37° 03′ 40″ N, 136° 43′ 35″ L       |  |
| Usina Nuclear de Shimane                                        | 1.280               | Japão          | 35° 32′ 18″ N, 132° 59′ 57″ L       |  |
| Usina Nuclear de Sizewell-B                                     | 1.195               | Reino Unido    | 52° 12′ 48″ N, 1° 37′ 07″ L         |  |
| Usina Nuclear de Smolensk                                       | 3.000               | Rússia         | 54° 10′ 09″ N, 33° 14′ 48″ L        |  |
| Central Nuclear de South Texas                                  | 2.500               | Estados Unidos | 28° 47′ 44″ N, 96° 02′ 56″ O        |  |
| Usina Nuclear de South Ukraine                                  | 3.000               | Ucrânia        | 47° 49′ 00″ N, 31° 13′ 00″ L        |  |
| Usina Nuclear de Surry                                          | 1.600               | Estados Unidos | 37° 09′ 56″ N, 76° 41′ 52″ O        |  |
| Central Nuclear de Susquehanna                                  | 2.216               | Estados Unidos | 41° 05′ 20″ N, 76° 08′ 56″ O        |  |
| Usina Nuclear de Takahama                                       | 3.304               | Japão          | 35° 31′ 20″ N, 135° 30′ 17″ L       |  |
| Usina Nuclear de Tarapur                                        | 1.400               | Índia          | 19° 49′ 40″ N, 72° 39′ 40″ L        |  |
| Usina Nuclear de Temelín                                        | 1.805               | Chéquia        | 49° 10′ 48″ N, 14° 22′ 34″ L        |  |
| Usina Nuclear de Tianwan                                        | 2.120               | China          | 34° 41′ 13″ N, 119° 27′ 35″ L       |  |
| Usina Nuclear de Tihange                                        | 2.985               | Bélgica        | 50° 32′ 05″ N, 5° 16′ 21″ L         |  |
| Usina Nuclear de Tōkai                                          | 1.266               | Japão          | 36° 27′ 59″ N, 140° 36′ 24″ L       |  |
| Usina Nuclear de Tomari                                         | 2,062               | Japão          | 43° 02′ 10″ N, 140° 30′ 45″ L       |  |
| Usina Nuclear de Torness                                        | 1.364               | Reino Unido    | 55° 58′ 05″ N, 2° 24′ 33″ O         |  |
| Central Nuclear de Tricastin                                    | 3.820               | França         | 44° 19′ 47″ N, 4° 43′ 56″ L         |  |
| Usina Nuclear de Trillo                                         | 1.066               | Espanha        | 40° 42′ 04″ N, 2° 37′ 19″ O         |  |
| Usina Nuclear de Tsuruga                                        | 1.517               | Japão          | 35° 40′ 22″ N, 136° 04′ 38″ L       |  |
| Usina Nuclear de Ulchin                                         | 5.881               | Coreia do Sul  | 37° 05′ 34″ N, 129° 23′ 01″ L       |  |
| Usina Nuclear de Unterweser                                     | 1.410               | Alemanha       | 53° 25′ 40″ N, 8° 28′ 49″ L         |  |
| Usina Nuclear de Yeonggwang                                     | 5.875               | Japão          | 35° 24′ 54″ N, 126° 25′ 26″ L       |  |
| Usina Nuclear de Vandellòs                                      | 1.087               | Espanha        | 40° 57′ 05″ N, 0° 52′ 00″ L         |  |
| Usina Nuclear de Vogtle                                         | 2.430               | Estados Unidos | 33° 08′ 35″ N, 81° 45′ 57″ O        |  |
| Usina Nuclear de Volgodonsk                                     | 2.000               | Rússia         | 47° 35′ 58″ N, 42° 22′ 19″ L        |  |
| Central Nuclear de Waterford                                    | 1.218               | Estados Unidos | 29° 59′ 42″ N, 90° 28′ 17″ O        |  |
| Usina Nuclear de Wolseong                                       | 2.579               | Japão          | 35° 42′ 40″ N, 129° 28′ 30″ L       |  |
| Usina Nuclear de Zaporizhia                                     | 5.700               | Ucrânia        | 47° 30′ 44″ N, 34° 35′ 09″ L        |  |

## Em construção

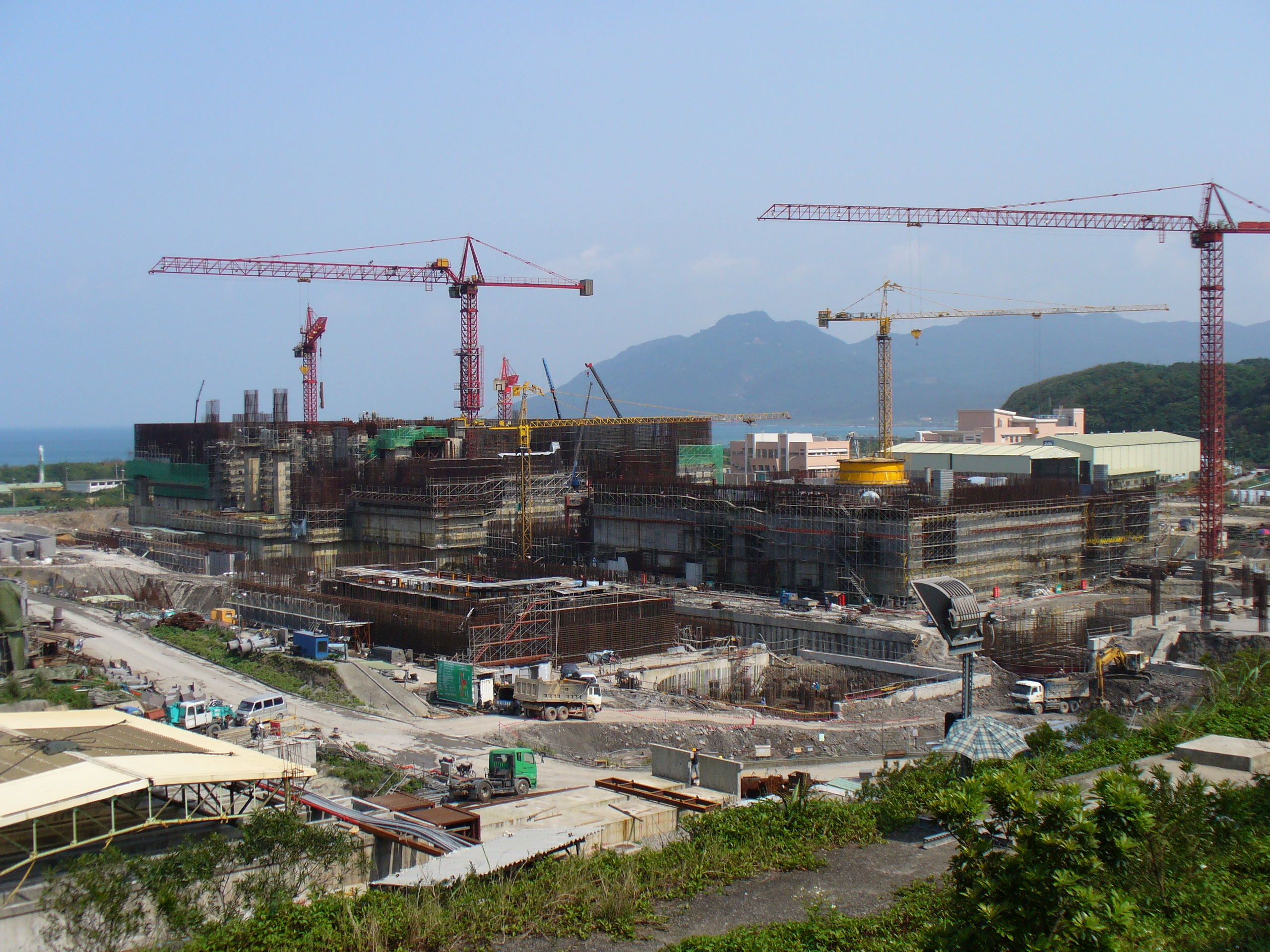
A Usina Nuclear de Lungmen em construção (atualmente parada)

Essa tabela lista as usinas nucleares em construção ou usinas operacionais com reatores em construção com capacidade acima de 1,000 MW. A conexão planejada refere-se ao primeiro reator, não todos.
| Usina                     | # Unidades | Capacidade líquida em construção (MW) | Início da construção | Conexão planejada | País       | localização                      |
| ------------------------- | ---------- | ------------------------------------- | -------------------- | ----------------- | ---------- | -------------------------------- |
| Usina Nuclear de Akkuyu   | 1          | 1,014                                 | 2015                 | 2023              | Turquia    | 38° 08′ 40″ N, 33° 32′ 28″ L     |
| Usina Nuclear de Barakah  | 4          | 5,380                                 | 2012                 | 2018              | UAE        | 23° 59′ 06″ N, 52° 17′ 01″ L     |
| Usina Nuclear Bielorrussa | 2          | 2,218                                 | 2012                 | 2019              | Belarus    | 54° 45′ 43″ N, 26° 07′ 12″ L     |
| Usina Nuclear de Haiyang  | 2          | 2,000                                 | 2009                 | 2018              | China      | 36° 42′ 33″ N, 121° 22′ 54″ L    |
| Usina Nuclear de Kakrapar | 4          | 1,664                                 | 2010                 | 2022              | India      | 21° 14′ 19″ N, 73° 21′ 00″ L     |
| Usina Nuclear de Carachi  | 3          | 2,118                                 | 2013                 | 2021              | Paquistão  | 24° 50′ 49,8″ N, 66° 47′ 17,7″ L |
| Usina Nuclear de Mochovce | 4          | 1,752                                 | 1987                 | 2018              | Eslováquia | 48° 15′ 50″ N, 18° 27′ 25″ L     |
| Usina Nuclear de Ōma      | 1          | 1,325                                 | 2010                 | 2023              | Japão      | 41° 30′ 35″ N, 140° 54′ 37″ L    |
| Usina Nuclear de Rooppur  | 1          | 1,080                                 | 2017                 | 2023              | Bangladesh | 24° 04′ 00″ N, 89° 02′ 50″ L     |
| Usina Nuclear de Shimane  | 1          | 1,373                                 | 2007                 | ?                 | Japão      | 35° 32′ 18″ N, 132° 59′ 57″ L    |
| Usina Nuclear de Sanmen   | 2          | 2,000                                 | 2009                 | 2018              | China      | 29° 06′ 04″ N, 121° 38′ 23″ L    |
| Usina Nuclear de Taishan  | 2          | 3,320                                 | 2009                 | 2018              | China      | 21° 54′ 34″ N, 112° 58′ 45″ L    |

## Desativadas
| Usina nuclear                  | Capacidade (MW) | País    |
| ------------------------------ | --------------- | ------- |
| Usina Nuclear de Chernobil     | 4.000           | Ucrânia |
| Central Nuclear de Fukushima I | 4.696           | Japão   |